# Рорати

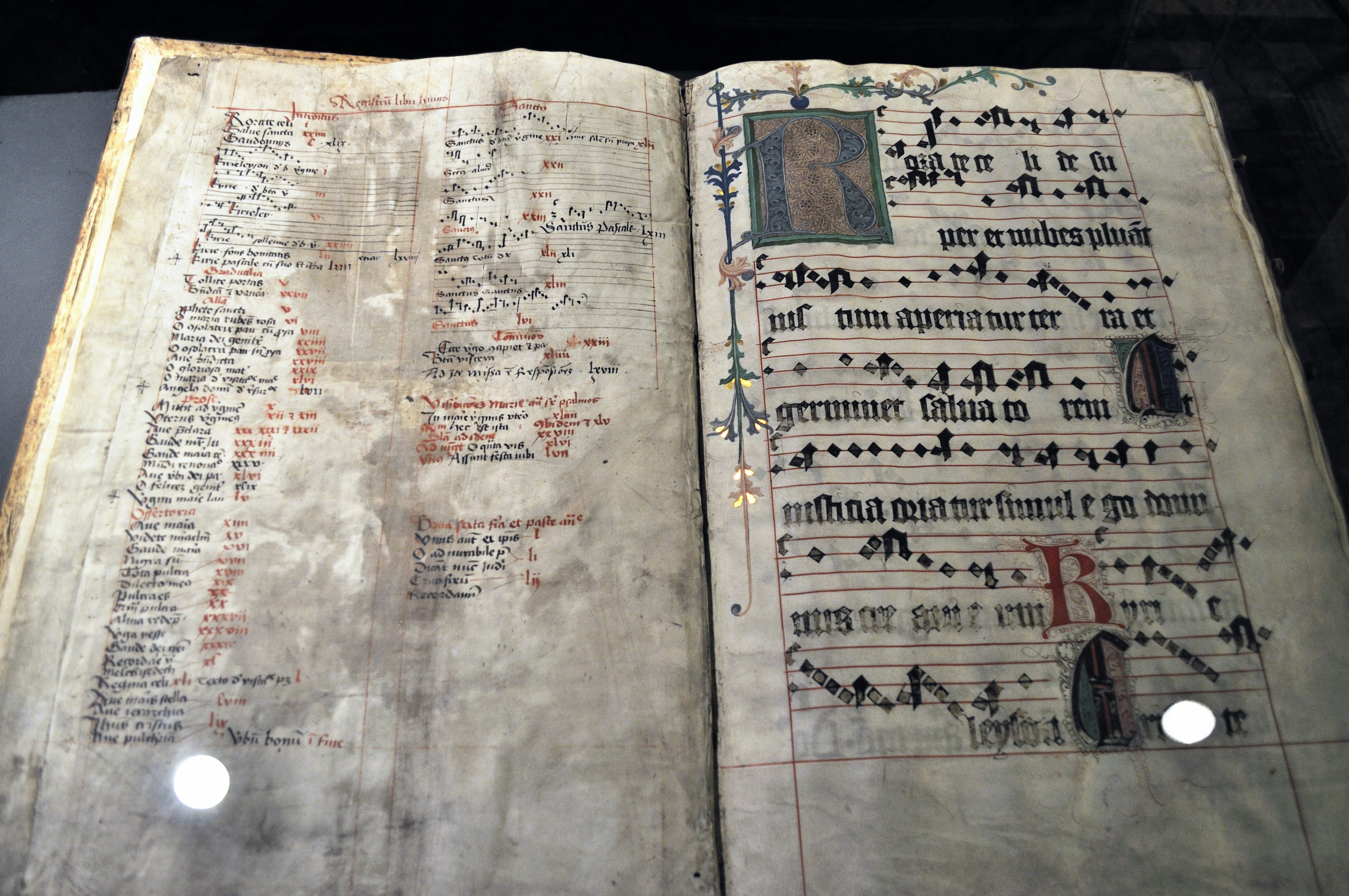
Рорати (роратня меса) (Rorate caeli desuper) середньовічний рукопис. Замковий музей, Мальборк

Рорати — перша меса перед або під час сходу сонця у період Адвенту. Роратна меса або Різдвяна вітальна меса має свою назву через вступний спів «Rorate coeli desuper» однойменного вірша із Книги Ісаї (Ісая 45:8) — «Росу, небеса, злийте». На час цього співу вірні тримають у руках запалені свічки — символ Господа, Світла, яке надходить.
Спочатку Рорати були вотивною месою на честь Марії (матері Ісуса) і проводилася щосуботи у час Адвенту. Цю месу також називали «ангельським чином», тому що читалося Євангеліє Благовіщення (Лк. 1:26–38) або «золота меса». Звичай відправляти роратню Месу, тобто вотивну Месу про Пресвяту Діву Марію, у Адвенті походить ще зі старих часів, коли Благовіщення Господнє святкувалося за тиждень до Різдва, 18 грудня. Головною особливістю роратньої меси є те, що вона відправляється при свічках і ліхтариках із вимкненим світлом у храмі та перед світанком і так, що наприкінці відправи сонячні промені проникають у церкву, символізуючи рух із темряви скорботи та гріха до світла Божого, що принесе Ісус Христос. Щоб надати особливого акценту Адвенту, роратну Месу можна відправляти в будні дні в період Адвенту. Нині, завдяки участі дітей та молоді, рорати часто проводять у вечірній час. У деяких парафіях діти приходять на месу з запаленими ліхтариками. У минулому месу відправляли щодня, навіть поза періодом Адвенту.